# Байкова, Римма Ивановна
Римма Ивановна Байко́ва (10 января 1925, Ульяновск — 16 июля 2019, Уфа) — советская актриса театра. Заслуженная артистка Башкирской АССР (1966), заслуженная артистка РСФСР (1974).

## Биография
Родилась 10 января 1925 года в Ульяновске.
По окончании драматической студии при Пензенском драмтеатре (1951) была актрисой Пензенского ДТ имени А. В. Луначарского и Иркутского областных драмтеатров (1951—1953).
С 1953 года работала в РАТД Башкирской АССР (Уфа).
Скончалась 16 июля 2019 года в Уфе.

## Роли в театре
- «Таня» А. Н. Арбузова — Таня
- «Последние» М. Горького — Надежда Коломийцева
- «На дне» М. Горького — Настя
- «Без вины виноватые» А. Н. Островского — Елена Ивановна Кручинина
- «Трактирщица» К. Гольдони — Мирандолина
- «Похищение девушки» М. Карима — Туктабика
- «Соседи» А. М. Мирзагитова — Хурма
- «Вороний праздник» С. С. Саитова — Байрамбика

## Награды и премии
- орден Трудового Красного Знамени.
- заслуженная артистка Башкирской АССР (1966).
- заслуженная артистка РСФСР (25.11.1974).
- Сталинская премия третьей степени (1952) — за исполнение роли в спектакле «Канун грозы» П. Г. Маляревского на сцене Иркутского АДТ имени Н. П. Охлопкова.